# Нитрат полония(IV)
Нитрат полония(IV) — неорганическое соединение,
соль полония и азотной кислоты 
с формулой Po(NO3)4,
жёлтые или бесцветные кристаллы,
растворяется в воде с гидролизом.

## Получение
- Растворение металлического полония в концентрированной азотное кислоте:

{\displaystyle {\mathsf {Po+8HNO_{3}\ {\xrightarrow {}}\ Po(NO_{3})_{4}+4NO_{2}\uparrow +4H_{2}O}}}

## Физические свойства
Нитрат полония(IV) образует жёлтые или бесцветные кристаллы.
Растворяется в воде с гидролизом.

## Химические свойства
- В водных слабокислых азотнокислых растворах диспропорционирует:

{\displaystyle {\mathsf {2Po(NO_{3})_{4}+2H_{2}O\ {\xrightarrow {}}\ PoO_{2}(NO_{3})_{2}\downarrow +Po^{2+}+2NO_{3}^{-}+2HNO_{3}}}}
ион полония(2+) в окисляется азотной кислотой до полония(4+)